# Waldbühne Sohland
Die Waldbühne Sohland ist eine Amateurtheater-Freilichtbühne in der Gemeinde Sohland an der Spree im Landkreis Bautzen in Sachsen. Getragen wird die Freilichtbühne durch den Verein Interessengemeinschaft Waldbühne Sohland-Schirgiswalde e.V. In den 1920er Jahren wurde das Waldheater durch ein eigenes Ensemble bespielt.

## Lage
Die Waldbühne befindet sich einen halben Kilometer westlich von Ellersdorf am Hang des Kälbersteinmassivs. Südlich liegen die Wallanlagen der Sohlander Burg, im Südwesten der Stausee Sohland.

## Geschichte
Nach dem Ersten Weltkrieg wurde an der Teufelskanzel im Sohlander Forst eine Naturbühne geschaffen. Die ersten Aufführungen  auf der „Felsenbühne an der Teufelskanzel“ erfolgten im Jahre 1920 mit einem Puppenspiel sowie dem Märchen „Das tapfere Schneiderlein“. Offiziell eingeweiht wurde die Bühne am 17. Mai 1921.
Eine der erfolgreichsten Spielzeiten der mit einem eigenen Ensemble bespielten Felsenbühne war das Jahr 1922. Nachdem 1924 Wally Senff-Georgi vom Staatstheater Dresden die Spielleitung übernommen hatte, spielten auf der Felsenbühne junge Berufsschauspieler. So gehörte 1926 u. a. Viktor de Kowa zum Ensemble der Felsenbühne. Als Folge der Weltwirtschaftskrise wurde 1930 der Spielbetrieb eingestellt.
Nach 60-jähriger Pause beschlossen im Jahre 1991 Theaterbegeisterte aus Sohland und Schirgiswalde die Waldbühne wiederzubeleben und gründeten die Interessengemeinschaft Waldbühne Sohland-Schirgiswalde e.V. Aus den Reihen des Schirgiswalder Kabaretts wurde im selben Jahre der Theaterverein Spielgemeinschaft Schirgiswalde e.V. gebildet.
Die feierliche Wiedereröffnung der Waldbühne erfolgte am 7. Juli 1991 mit der Aufführung des Märchenstücks Die Prinzessin und der Schweinehirt durch die Kinderbühne Sohland. Die Spielgemeinschaft Schirgiswalde führte im selben Monat die Komödie „Die Räuberfalle“ auf.
Seitdem wird die Waldbühne Sohland jährlich von Mai bis September bespielt. Die Aufführungen wurden pro Saison von über 4.000 Zuschauern besucht.

## Akteure und Aufführungen
Die Kinderbühne Sohland war von 1991 bis 2001 eines der festen Spielensembles der Waldbühne und führte u. a. die Märchen König Drosselbart, Schneeweißchen und Rosenrot, Dornröschen, Die Bremer Stadtmusikanten und Aschenbrödel.
Die Spielgemeinschaft Schirgiswalde gehört seit 1991 zu den festen Spielensembles der Waldbühne. Sie bringt jährlich ein neues, eigens für die Waldbühne geschriebenes Komödien- oder Abenteuerstück zur Aufführung. Dazu gehörten u. a. „Siegfried darf nicht platzen“, „Schneewittchen und die 7 Aktionäre“, „Konferenz der Gespenster“ und viele mehr.
Seit 1995 ist auch die Mundartgruppe Sohland eines der festen Spielensembles der Waldbühne. Sie führte u. a. die Oberlausitzer Mundartstücke Dr geprellte Voater, Dr hibsche Peter, A dr Gehoansnacht, Ba uns scheechts, Anne vordrähte Froe, und andere auf.
Das Kabarett Die Oberlauser und die Theatergruppe Mimen-Fundus NEO aus Löbau treten seit 2015 auf der Waldbühne auf. 
Außerdem gibt es regelmäßige Auftritte des Puppentheaters Glöckchen aus Moritzburg.